# Лежа (область)
Ле́жа (алб. Qarku i Lezhës) — область на северо-востоке Албании. Административный центр — город Лежа.

## Административное деление
До административно-территориальной реформы 2015 года в состав области входили 3 округа:
| Округ   | Административный центр | Население, чел. (2010) | Площадь, км² | Муниципалитеты                    |
| ------- | ---------------------- | ---------------------- | ------------ | --------------------------------- |
| Курбин  | Лячи                   | 54 977                 | 273          | Фуше-Куке, Лячи, Мамураси, Милоти |
| Лежа    | Лежа                   | 77 184                 | 479          |                                   |
| Мирдита | Решени                 | 26 668                 | 867          |                                   |

Население — 134 027 чел. (2011), площадь — 1620 км².
Граничит с областями:
- Шкодер на севере
- Кукес на северо-востоке
- Дибра на юго-востоке
- Дуррес на юге